# Bebbia
Bebbia é um género botânico pertencente à família Asteraceae.